# Schiffsgattungen und Kategorien der US-Marine
Liste der Schiffsgattungen und Kategorien der United States Navy. Die Liste enthält das Klassifizierungssystem mit den meist gebräuchlichsten und am häufigsten verwendeten Kategorien von Schiffen der United States Navy.
Im Allgemeinen sind die Schiffe der United States Navy durch mindestens zwei Buchstaben mit einer darauf folgenden laufenden Nummer eindeutig im Schiffsregister registriert. Zur Identifikation eines Schiffes und was dessen Funktion ist, ist es eine große Hilfe, den Buchstaben-Code entschlüsseln zu können.
Ab 1920 hat die U.S. Navy ein System aus Gattungen und Kategorien eingeführt.
Folgende Tabelle listet die damals eingeführten Gattungsbuchstaben auf, die auch heute noch in Gebrauch sind.
| Buchstabe | Bezeichnung            | Deutsch                |
| --------- | ---------------------- | ---------------------- |
| A         | Auxiliary              | Hilfsschiff            |
| B         | Battleship             | Schlachtschiff         |
| C         | Cruiser                | Kreuzer                |
| D         | Destroyer              | Zerstörer              |
| P         | Patrol Vessel          | Wach-/Kleinkampfschiff |
| S         | Submarine              | U-Boote                |
| V         | Heavier-than-air craft | Flugzeug1              |
| Y         | District craft         | Hilfsdienstfahrzeug    |
| Z         | Lighter-than-air craft | Luftschiff             |

- 1 Aus dieser Gattung erklärt sich das V in den Buchstaben-Symbol von vielen Flugzeugträgerkategorien

## Gattung Amphibische Kriegsschiffe
| Buchstaben-Code | Bezeichnung                  | Deutsch                                 |
| --------------- | ---------------------------- | --------------------------------------- |
| AGC             | Amphibious Force Flagship    | Landungsflottenschiff                   |
| LCC             | Amphibious Command Ship      | Amphibisches Führungsschiff             |
| LHA             | Amphibious Assault Ship      | Amphibisches Mehrzweck-Angriffsschiff   |
| LHD             | Amphibious Assault Ship      | Amphibisches Universal-Schiff           |
| LKA             | Amphibious Cargo Ship        | Amphibisches Frachtschiff               |
| LPA             | Amphibious Transporter       | Amphibischer Truppentransporter         |
| LPD             | Amphibious Transport Dock    | Amphibisches Transport-Dockschiff       |
| LPH             | Amphibious Assault Ship      | Amphibischer Hubschrauberträger         |
| LPR             | Small Amphibious Transporter | Kleiner amphibischer Truppentransporter |
| LSD             | Dock Landing Ship            | Dock-Landungsschiff                     |
| LST             | Tank Landing Ship            | Panzerlandungsschiff                    |
| LSU             | Utility Landing Ship         | Mehrzwecklandungsschiff                 |
| LCAC            | Landing Craft Air Cushion    | Luftkissen Landungsboot                 |

## Gattung Flugzeugträger
| Buchstaben-Code | Bezeichnung                                  | Deutsch                                  |
| --------------- | -------------------------------------------- | ---------------------------------------- |
| CV              | Multi-purpose Aircraft Carrier               | Mehrzweck-Flugzeugträger                 |
| CVA             | Attack Aircraft Carrier                      | Angriffsflugzeugträger                   |
| CVAN            | Attack Aircraft Carrier (Nuclear Propulsion) | atomgetriebener Flugzeugträger           |
| CVB             | Large Aircraft Carrier                       | Großer Flugzeugträger                    |
| CVE             | Escort Aircraft Carrier                      | Geleitflugzeugträger                     |
| CVHE            | Escort Helicopter Aircraft Carrier           | Geleithubschrauberträger                 |
| CVL             | Small Aircraft Carrier                       | Leichter Flugzeugträger                  |
| CVN             | Multi-Purpose Aircraft Carrier               | atomgetriebener Mehrzweck-Flugzeugträger |
| CVS             | ASW Aircraft Carrier                         | U-Jagd-Flugzeugträger                    |
| CVT             | Training Aircraft Carrier                    | Schulflugzeugträger                      |

## Gattung Führungsschiffe
| Buchstaben-Code | Bezeichnung           | Deutsch                   |
| --------------- | --------------------- | ------------------------- |
| CC              | Command Ship          | Führungsschiff            |
| CLC             | Tactical Command Ship | Taktisches Führungsschiff |

## Gattung Geleitschiffe und Fregatten
| Buchstaben-Code | Bezeichnung                     | Deutsch                   |
| --------------- | ------------------------------- | ------------------------- |
| DE              | Destroyer Escort                | Geleitzerstörer           |
| DEG             | Guided Missile Destroyer Escort | Lenkwaffengeleitzerstörer |
| DER             | Radar Picket Destroyer Escort   | Radar-Frühwarnzerstörer   |
| FF              | Frigate                         | Fregatte                  |
| FFG             | Guided Missile Frigate          | Lenkwaffenfregatte        |
| FFR             | Radar Picket Frigate            | Radar-Frühwarnfregatte    |
| FFT             | Training Frigate                | Schulfregatte             |

## Gattung Kreuzer
| Buchstaben-Code | Bezeichnung                  | Deutsch                         |
| --------------- | ---------------------------- | ------------------------------- |
| ACR             | Armored Cruiser              | Panzerkreuzer                   |
| C               | Cruiser                      | Kreuzer                         |
| CA              | Armored Cruiser              | Schwerer Kreuzer                |
| CAG             | Guided Missile Heavy Cruiser | Schwerer Lenkwaffenkreuzer      |
| CB              | Large Cruiser/Battlecruiser  | Großer Kreuzer/Schlachtkreuzer  |
| CG              | Guided Missile Cruiser       | Lenkwaffenkreuzer               |
| CL              | Light Cruiser                | Leichter Kreuzer                |
| CLG             | Guided Missile Light Cruiser | Leichter Lenkwaffenkreuzer      |
| OCA             | Cruiser, second line         | Kreuzer zweiter Klasse          |
| OCL             | Light Cruiser, second line   | Leichter Kreuzer zweiter Klasse |

## Gattung Minenkriegsschiffe
| Buchstaben-Code | Bezeichnung              | Deutsch               |
| --------------- | ------------------------ | --------------------- |
| ACM             | Auxiliary Mine Layer     | Hilfsminenleger       |
| AM              | Mine Sweeper             | Minenräumer           |
| AMC             | Coastal Mine Sweeper     | Küstenminenräumer     |
| AMCU            | Mine Hunter              | Minenjäger            |
| CMC             | Coastal Mine layer       | Küstenminenleger      |
| DM              | Minelayer, Destroyer     | Zerstörer-Minenleger  |
| DMS             | Minesweeper, Destroyer   | Zerstörer-Minenräumer |
| MCM             | Mine Countermeasure Ship | Minenabwehrschiff     |
| MHA             | Minelayer, Auxiliary     | Hilfsminenleger       |
| MHC             | Minehunter, Coastal      | Küstenminenjäger      |
| MM              | Minelayer, Fleet         | Flotten-Minenleger    |
| MMA             | Minelayer, Auxiliary     | Hilfsminenleger       |
| MMC             | Minelayer, Coastal       | Küstenminenleger      |
| MMD             | Minelayer, Fast          | schneller Minenleger  |

## Gattung Schlachtschiffe
| Buchstaben-Code | Bezeichnung               | Deutsch                       |
| --------------- | ------------------------- | ----------------------------- |
| BB              | Battleship                | Schlachtschiff                |
| BBG             | Guided Missile Battleship | Lenkwaffenschlachtschiff      |
| BM              | Monitor                   | Monitor                       |
| OBB             | Battleship, second line   | Schlachtschiff zweiter Klasse |
| OBM             | Monitor, second line      | Monitor zweiter Klasse        |

## Gattung Unterseeboote
| Buchstaben-Code | Bezeichnung                                     | Deutsch                                    |
| --------------- | ----------------------------------------------- | ------------------------------------------ |
| OSS             | Submarine, second line                          | Unterseeboot zweiter Klasse                |
| SC              | Fleet submarine, Cruiser Type                   | Unterseekreuzer                            |
| SF              | Fleet Submarine, first line                     | Flotten-Unterseeboot erster Klasse         |
| SS              | Submarine                                       | Unterseeboot                               |
| SSB             | Fleet Ballistic Missile Submarine               | Strategische Raketen-Unterseeboot          |
| SSBN            | Ballistic Missile Submarine, nuclear propulsion | atomgetriebenes strategisches Unterseeboot |
| SSG             | Guided Missile Submarine                        | Lenkwaffen-Unterseeboot                    |
| SSGN            | Guided Missile Submarine, nuclear propulsion    | atomgetriebenes Lenkwaffen-Unterseeboot    |
| SSN             | Submarine, nucelear propulsion                  | atomgetriebenes Unterseeschiff             |
| SSO             | Submarine Oiler                                 | Untersee-Tanker                            |
| SSR             | Radar Picket Submarine                          | Radar Frühwarn-Unterseeboot                |
| SST             | Training Submarine                              | Schul-Unterseeboot                         |

## Gattung Zerstörer
| Buchstaben-Code | Bezeichnung                                         | Deutsch                                    |
| --------------- | --------------------------------------------------- | ------------------------------------------ |
| DD              | Destroyer                                           | Zerstörer                                  |
| DDE             | Anti-Submarine Destroyer                            | U-Jagd-Zerstörer                           |
| DDG             | Guided Missile Destroyer                            | Lenkwaffenzerstörer                        |
| DDK             | Hunter-Killer Destroyer                             | U-Jagd-Zerstörer                           |
| DDR             | Radar Picket Destroyer                              | Radar-Frühwarnzerstörer                    |
| DL              | Destroyer Leader                                    | Großer Zerstörer                           |
| DLG             | Guided Missile Destroyer Leader                     | Großer Lenkwaffenzerstörer                 |
| DLGN            | Guided Missile Destroyer Leader, Nuclear Propulsion | atomgetriebener Großer Lenkwaffenzerstörer |
| ODD             | Destroyer, second line                              | Zerstörer zweiter Klasse                   |